# Станковская волость (Вязниковский уезд)
Станковская во́лость — нижняя административно-территориальная единица в составе Вязниковского уезда Владимирской губернии Российской империи и СССР. Волостной центр — с. Станки. Ныне территория Вязниковского района Владимирской области России.
Существовала в 1861—1926 годах.

## История
Упразднена в 1926 году, с переходом территории в черту Вязниковской волости и Сарыевской волости.

## Состав
По данным на 1905 год входили 25 населённых пункта
- Архидиаконский Погост
- Барское Рыкино
- Борзынь
- Быковка
- Глубоково
- Демаково
- Доронино (ныне Дороново)
- Калиты
- Каурково
- Костенево

* Липки
- Липки
- Лихая Пожня
- Назариха
- Налескино
- Осинки
- Пласково
- Сингирь (ныне Сингерь)
- Ставрово
- Станки — волостной центр
- Тимино
- Удельное Рыкино
- Хмельники
- Швариха
- Яндово
- Ярцево